# Moussa Sagna Fall
Ne doit pas être confondu avec Moussa Fall.
Moussa Sagna Fall (né le 31 décembre 1959) est un athlète sénégalais, spécialiste du saut en hauteur. 

## Biographie
Il remporte le titre du saut en hauteur lors des championnats d'Afrique 1982 (2,20 m) et 1985 (2,17 m).
Son record personnel au saut en hauteur, établi le 9 juillet 1982 à Paris, est de 2,26 m.

### Palmarès
| Date | Compétition            | Lieu     | Résultat | Épreuve         | Performance |
| ---- | ---------------------- | -------- | -------- | --------------- | ----------- |
| 1979 | Championnats d'Afrique | Dakar    | 3e       | Saut en hauteur | 2,05 m      |
| 1982 | Championnats d'Afrique | Le Caire | 1er      | Saut en hauteur | 2,20 m      |
| 1985 | Championnats d'Afrique | Le Caire | 1er      | Saut en hauteur | 2,17 m      |

### Records
| Épreuve         | Performance | Lieu  | Date           |
| --------------- | ----------- | ----- | -------------- |
| Saut en hauteur | 2,26 m      | Paris | 9 juillet 1982 |